# Giàn giáo công trình

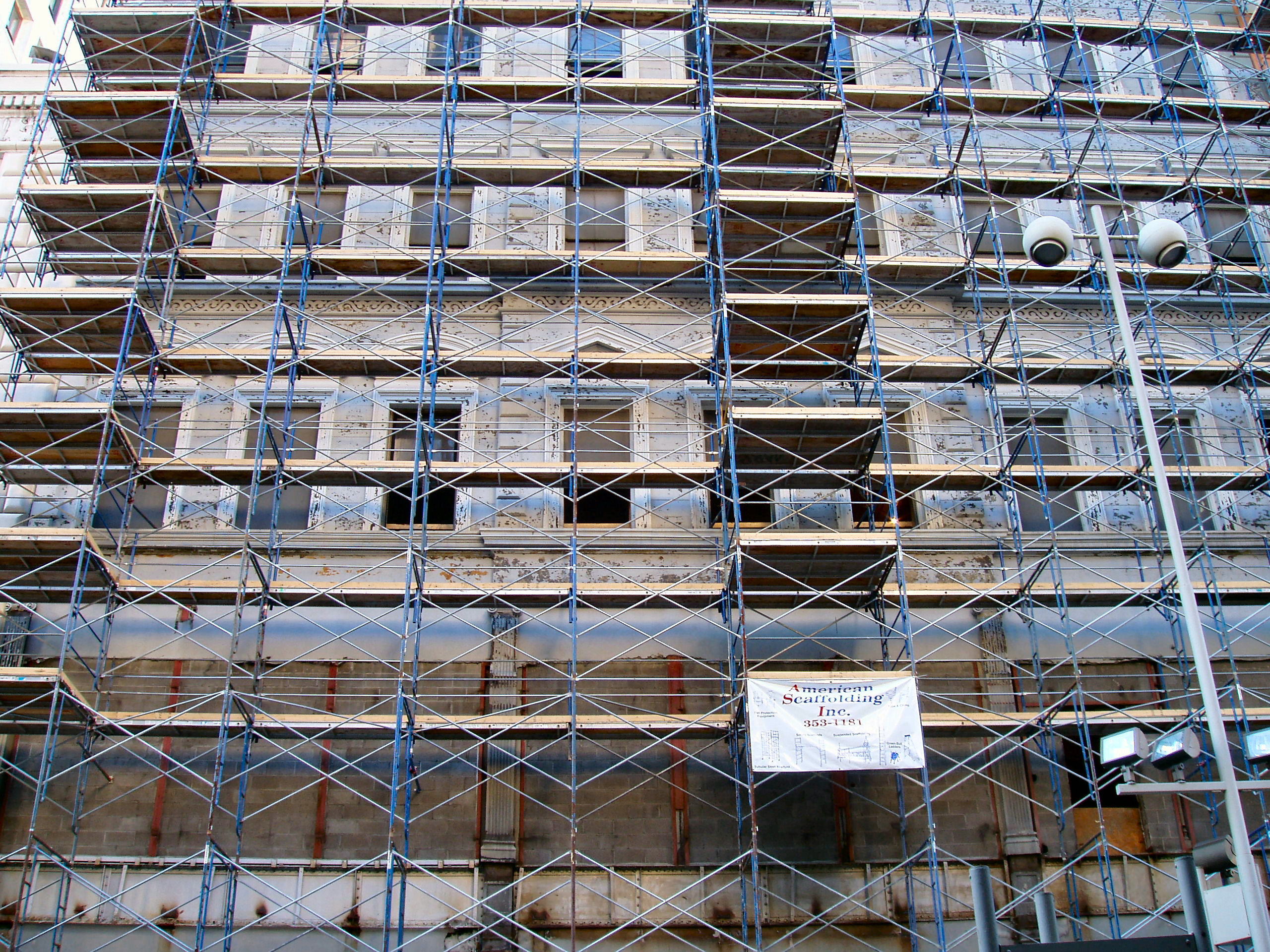
Giàn giáo ngoài thi công tòa nhà thương mại ở Cincinnati. Kiểu giáo khung ống đỡ sàn.

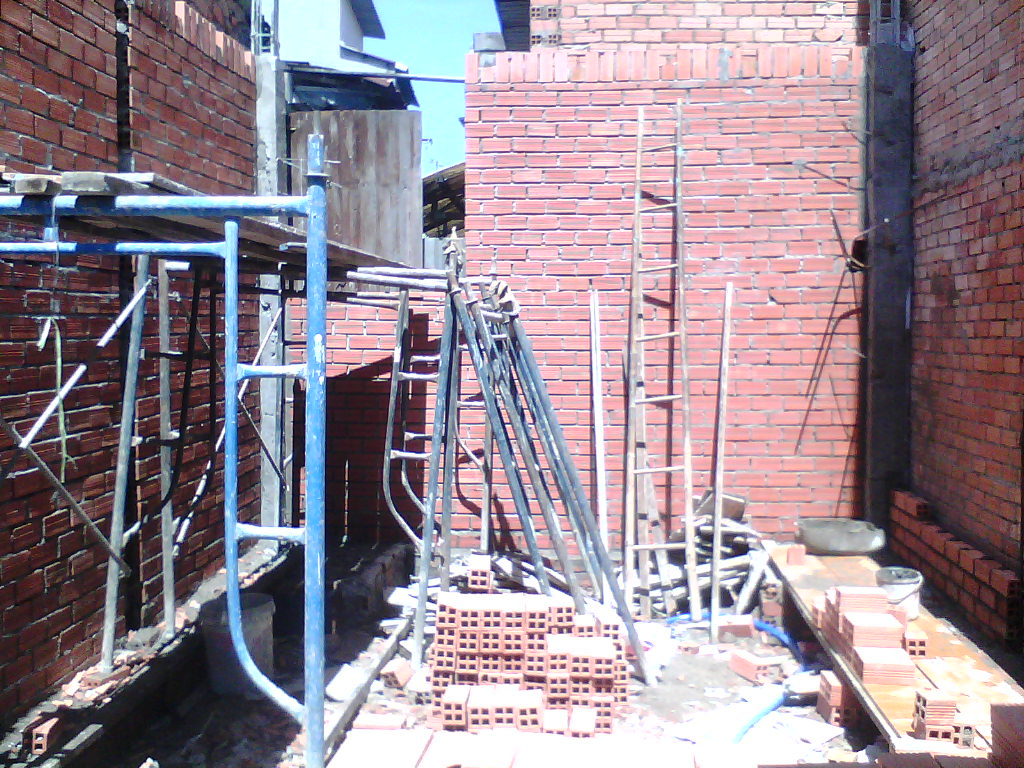
Một giàn giáo xây dựng tại Việt Nam

Giàn giáo công trình hay gọi gọn là giàn giáo là các loại thiết bị sử dụng trong xây dựng (và trong các lĩnh vực dân dụng khác (civil)), dùng để nâng đỡ con người cùng các trang bị công cụ cầm tay, để thực thi các công việc làm trong không gian có độ cao lớn (vượt hơn tầm vóc con người) so với các mặt nền cơ sở thông thường (như là mặt đất, sàn các tầng nhà). Giàn giáo công trường là thiết bị giúp con người có thể làm việc trên cao một cách an toàn. Giàn giáo công trình sử dụng chủ yếu trong xây dựng nên nó còn được gọi là giàn giáo thi công hay giàn giáo xây dựng hoặc giáo thi công ngoài (công trình), tuy nhiên nó còn có thể dùng cho các lĩnh vực công việc khác như: bảo trì, vệ sinh hệ thống vách kính bao quanh các nhà cao tầng, lắp đặt và sửa chữa hệ thống chiếu sáng đô thị, cứu hỏa,...) Tuy nhiên, trong xây dựng giàn giáo công tác khác biệt với một loại giáo chống dùng để chống đỡ hệ thống cốp pha (khuôn đúc bê tông) dạng đáy nằm, bởi công năng sử dụng. Giàn giáo công tác hay còn gọi tắt là giáo công tác kết hợp với sàn thao tác có chức năng là tạo ra một sàn mặt bằng công tác nhân tạo trên độ cao lớn an toàn cho người công nhân xây dựng đứng làm việc. Còn giáo chống cốp pha có chức năng chủ yếu là chống đỡ hệ đà ngang và ván khuôn của hệ cốp pha đáy nằm (chủ yếu là chịu lực trong quá trình thi công đúc các kết cấu bê tông dạng nằm).

## Các kiểu giàn dáo
Giàn giáo công tác theo đúng nghĩa nguyên thủy của từ giàn giáo là những loại hệ kết cấu dạng thanh, dạng khung, dạng dàn để đỡ hệ thống sàn công tác cho con người làm việc an toàn trên cao. Về sau, được mở rộng ra để gọi tất cả các thiết bị nâng đỡ vị trí công tác của công nhân xây dựng khi họ làm việc trên cao (vượt chiều cao tự nhiên của họ) như: giáo ghế, thang, giáo treo, lồng công tác treo, xe thang, lồng công tác tự nâng...